# 中山雅史
中山雅史（1967年9月23日—），已退役日本著名足球運動員，司職前鋒，前日本國家足球隊成員，1998年日本職業足球聯賽年度最佳球員。日本職業足球聯賽協會會長。

## 俱樂部生涯
1990年中山雅史加入日本足球联赛球队山葉發動機，1992年球队在联赛的改革成为现今的磐田喜悦，令中山雅史可以参加首届日职联赛。自此开始中山雅史一直成为磐田喜悦正选阵容，并且凭他的进球能力成为联赛中最出色的射手。
1998年4月，当时效力磐田喜悦的日本前锋中山雅史，在日职联赛第一阶段的第6轮到第9轮的比赛中，连续4场上演帽子戏法，这甚至被吉尼斯世界纪录大全承认为一项新的世界纪录。中山雅史载4场比赛中总共打进16球。
2006年9月18日，39岁的中山雅史在作客对川崎前锋的比赛中攻入一球，不单成为日职联赛历史上最年老入球的日本球员，并创出职业生涯连续十三年均能够在日职取得入球。
2009年12月，磐田喜悦宣布不会再和42岁的老将中山雅史续约，双方的合同将到2010年1月1日结束。
中山雅史在2012年12月4日在札幌冈萨多宣布退役，当时他已经45岁。但是在2015年9月，他宣布复出，加盟当时还在日本第四级别联赛的沼津青蓝，与球队一同升入第三级别联赛，也一直效力至今，不过在这几年时间里，他从没代表过球队在正式比赛中登场。
日丙联赛沼津青蓝官方宣布，与51岁的日本足坛名宿中山雅史续签2019年的合同。
中山雅史宣布退出球员现役球员行列，回到老东家磐田喜悦担任主力教练，并表示将全力协助球队冲向日职。

## 國家隊生涯
中山雅史在日本与文莱的比赛中，上演了足球场上最快的帽子戏法。他在3分15秒之内接连打进了3球，改写了英格兰球员乔治·豪尔保持了62年之久的纪录，原纪录为3分30秒。
在1998年世界杯日本1-2负于牙买加的比赛中打进日本在那届比赛中的唯一进球，也是日本的第一个世界杯决赛圈入球。

## 執教生涯
中山雅史在2016年完成了S级教练培训课程，并于去年在自己效力的沼津青蓝俱乐部担任U-18队主教练，这也是通过这一级别教练资格认证的必要条件。
据日本媒体报道，中山雅史已经取得了日本足球协会S级教练证书，也是首个获得S级教练资格的现役球员。
磐田喜悦官方宣布，日本名宿中山雅史出任了一线队的教练。

## 個人生活
中山雅史的妻子生田智子，1967年出生，两人结婚后9年才在2004年有了第一个女儿。2011年还获得了白金夫妻奖项。

## 獎項

### 個人
- 日本職業足球聯賽最佳球員：1998年
- 日本職業足球聯賽神射手：1998年、2000年
- 日本職業足球聯賽最佳陣容：1997年、1998年、2000年、2002年

### 球隊
- 國際足協洲際國家盃亞軍：2001年
- 亞洲盃冠軍：1992年
- 亞洲聯賽冠軍盃冠軍：1999年
- 亞洲超級盃冠軍：1999年
- 日本職業足球聯賽冠軍：1997年、1999年、2002年

## 外部連結
- 國家隊資料
- 中山雅史在 National-Football-Teams.com 上的出场纪录 （英文）
- 中山雅史 – FIFA國際賽競賽紀錄 (存檔)
- 中山雅史在 National-Football-Teams.com 上的出场纪录
- Japan National Football Team Database（页面存档备份，存于）
- 日本職業足球聯賽中的中山雅史 （日語）

| 前任： 鄧加   | 日本職業足球聯賽最佳球員 1998年 | 繼任： 三都主                             |
| 前任： 麥保馬 | 日本職業足球聯賽神射手 1998年   | 繼任： 黃善洪                             |
| 前任： 黃善洪 | 日本職業足球聯賽神射手 2000年   | 繼任： 威爾（Will Robson Emilio Andrade） |